# Лос Фрезнос (Тексас)
Лос Фрезнос (енгл. Los Fresnos) град је у америчкој савезној држави Тексас. По попису становништва из 2010. у њему је живело 5.542 становника.

## Демографија
Према попису становништва из 2010. у граду је живело 5.542 становника, што је 1.030 (22,8%) становника више него 2000. године.
| Група             | 2000.         | 2010.         |
| Белци             | 647 (14,3%)   | 616 (11,1%)   |
| Афроамериканци    | 19 (0,4%)     | 24 (0,4%)     |
| Азијати           | 1 (0,0%)      | 4 (0,1%)      |
| Хиспаноамериканци | 3.818 (84,6%) | 4.890 (88,2%) |
| Укупно            | 4.512         | 5.542         |